# Macrosteles potoria
Macrosteles potoria är en insektsart som beskrevs av Ball 1900. Macrosteles potoria ingår i släktet Macrosteles och familjen dvärgstritar. Inga underarter finns listade i Catalogue of Life.